# Arzay
Arzay est une ancienne commune française située dans le département de l'Isère, en région Auvergne-Rhône-Alpes. Depuis le 1er janvier 2019, elle est une commune déléguée de Porte des Bonnevaux.

## Géographie
Arzay est située à 55 km de Grenoble et à 10 km de La Côte-Saint-André. Les habitants sont les Arzayaux.
| Villeneuve-de-Marc | Lieudieu  |        |
| Bossieu            | Arzay     | Semons |
|                    | Ornacieux |        |

## Histoire
Le 1er janvier 2019, la commune fusionne avec Commelle, Nantoin et Semons pour former la commune nouvelle de Porte des Bonnevaux dont la création est actée par un arrêté préfectoral du 11 octobre 2018.

## Politique et administration

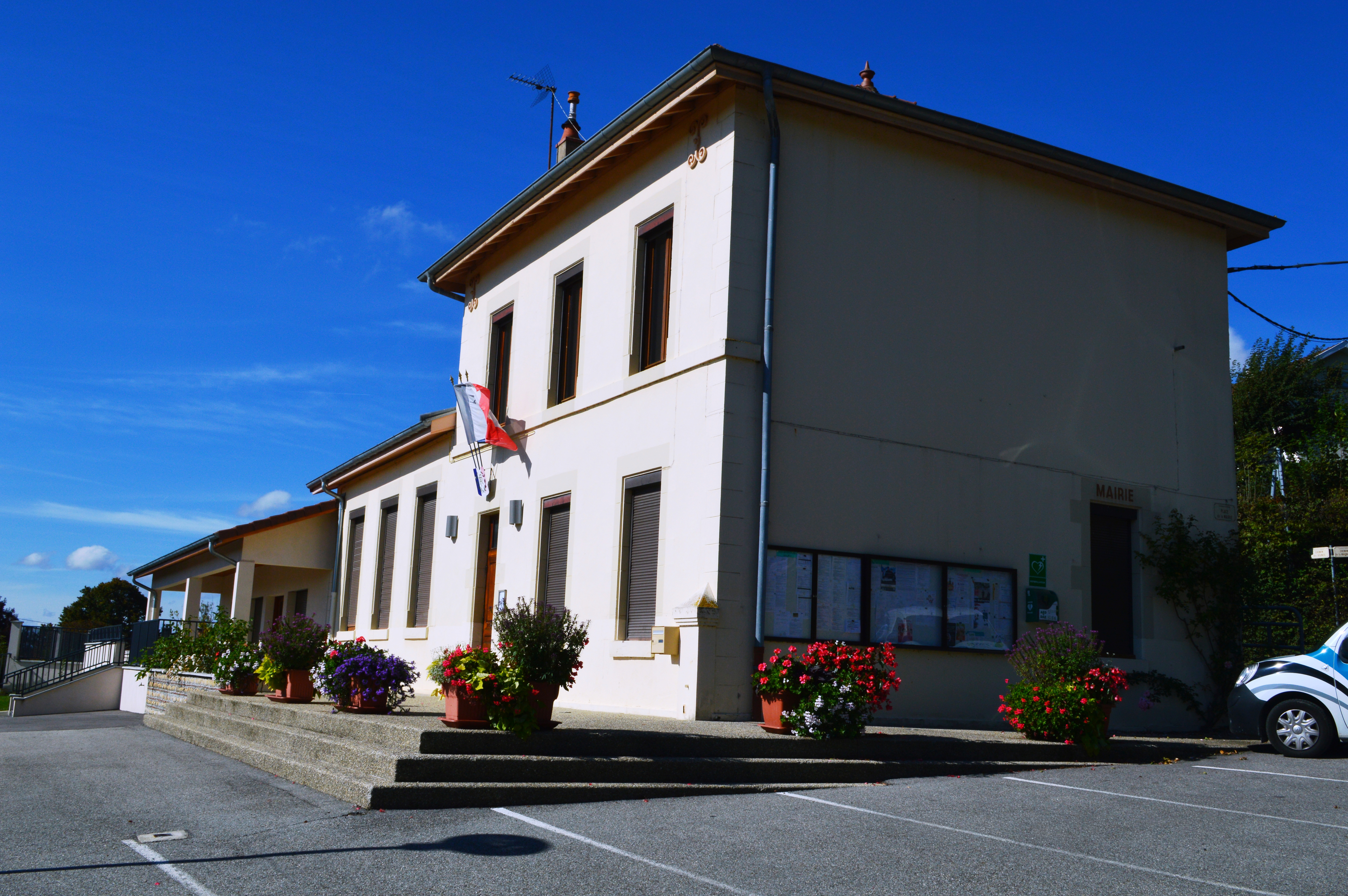
La mairie.

| Période                                  | Période          | Identité               | Étiquette | Qualité       |
| ---------------------------------------- | ---------------- | ---------------------- | --------- | ------------- |
| ?                                        | septembre 2002   | M. Jean Chabert        | ...       | ...           |
| octobre 2002                             | mars 2008        | Mme Nicole Reverchon   | ...       | ...           |
| mars 2008                                | mars 2014        | Mme Élizabeth Virenque | ...       | ...           |
| mars 2014                                | 31 décembre 2018 | Mme Liliane Térol      | SE        | Fonctionnaire |
| Les données manquantes sont à compléter. |                  |                        |           |               |

## Démographie
L'évolution du nombre d'habitants est connue à travers les recensements de la population effectués dans la commune depuis 1793. Pour les communes de moins de 10 000 habitants, une enquête de recensement portant sur toute la population est réalisée tous les cinq ans, les populations de référence des années intermédiaires étant quant à elles estimées par interpolation ou extrapolation. Pour la commune, le premier recensement exhaustif entrant dans le cadre du nouveau dispositif a été réalisé en 2006.

En 2016, la commune comptait 230 habitants, en évolution de +6,48 % par rapport à 2010 (Isère : +3,07 %, France hors Mayotte : +2,11 %).
| 1793 | 1800 | 1806 | 1821 | 1831 | 1836 | 1841 | 1846 | 1851 |
| ---- | ---- | ---- | ---- | ---- | ---- | ---- | ---- | ---- |
| 236  | 254  | 249  | 291  | 287  | 295  | 294  | 306  | 278  |

| 1856 | 1861 | 1866 | 1872 | 1876 | 1881 | 1886 | 1891 | 1896 |
| ---- | ---- | ---- | ---- | ---- | ---- | ---- | ---- | ---- |
| 260  | 274  | 264  | 291  | 269  | 266  | 243  | 209  | 176  |

| 1901 | 1906 | 1911 | 1921 | 1926 | 1931 | 1936 | 1946 | 1954 |
| ---- | ---- | ---- | ---- | ---- | ---- | ---- | ---- | ---- |
| 191  | 190  | 180  | 203  | 200  | 167  | 143  | 135  | 121  |

| 1962 | 1968 | 1975 | 1982 | 1990 | 1999 | 2006 | 2011 | 2016 |
| ---- | ---- | ---- | ---- | ---- | ---- | ---- | ---- | ---- |
| 129  | 125  | 108  | 142  | 166  | 169  | 207  | 217  | 230  |

## Lieux et monuments
- Église Saint-Laurent d'Arzay.
- Château d'Arzay du XIXe siècle (chapelle).
- Four à pain sur la place Jean-Chabert (à côté de l'église).
- Nombreux étangs dont le plus connu est « le Grand Albert » (accès privé).

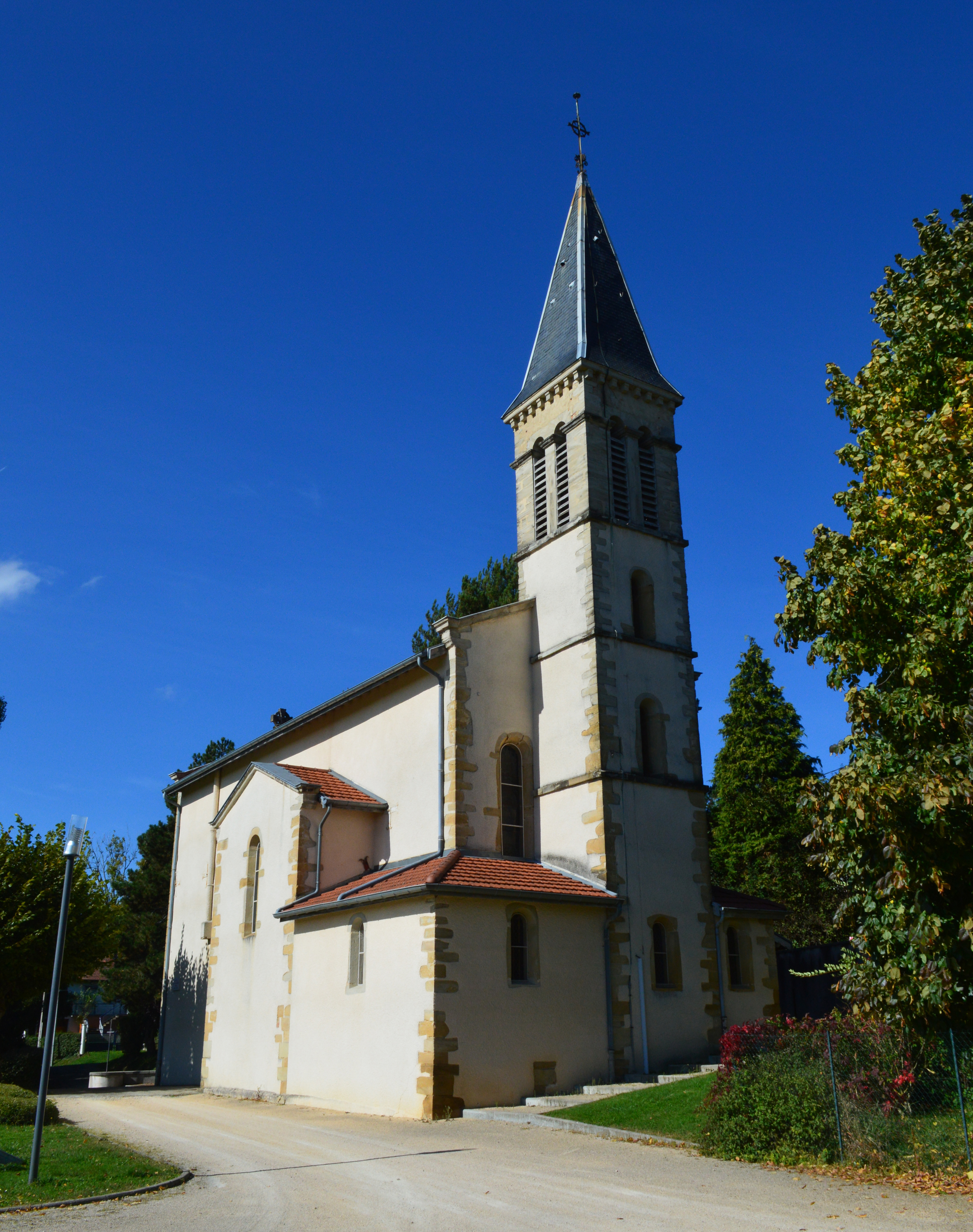
L'église.
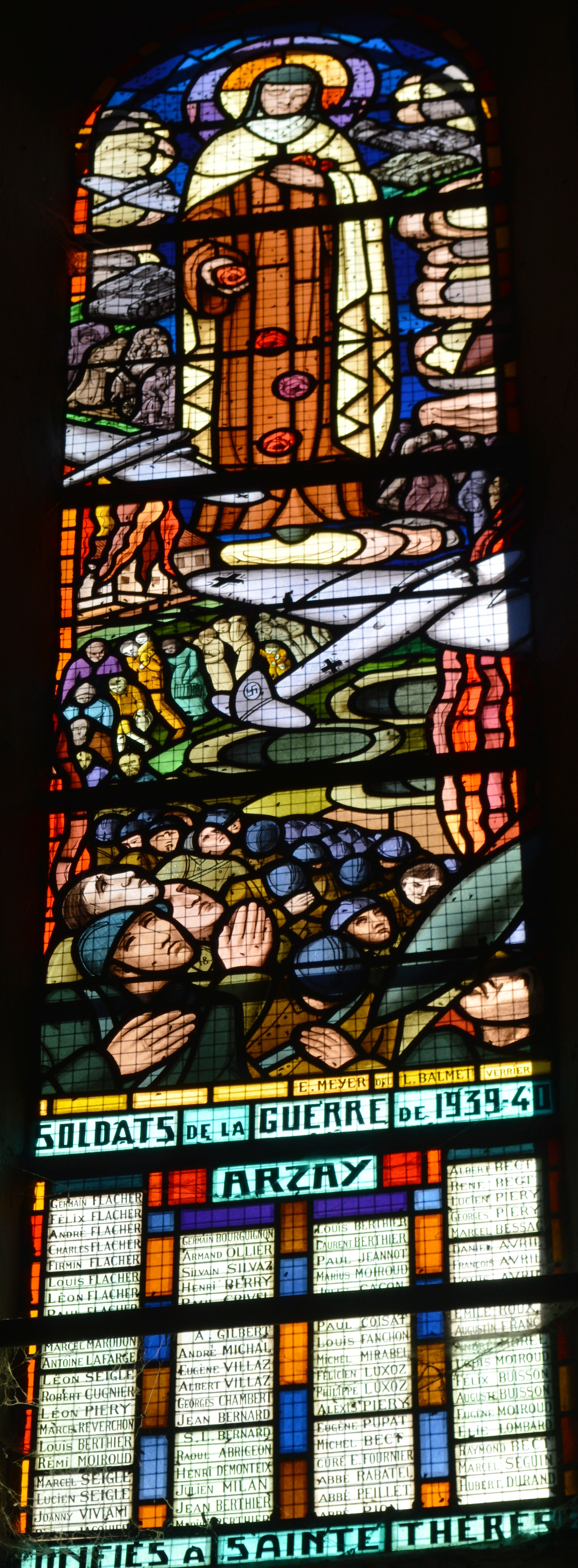
Vitrail de l'église à la mémoire des soldats de la Seconde Guerre mondiale.
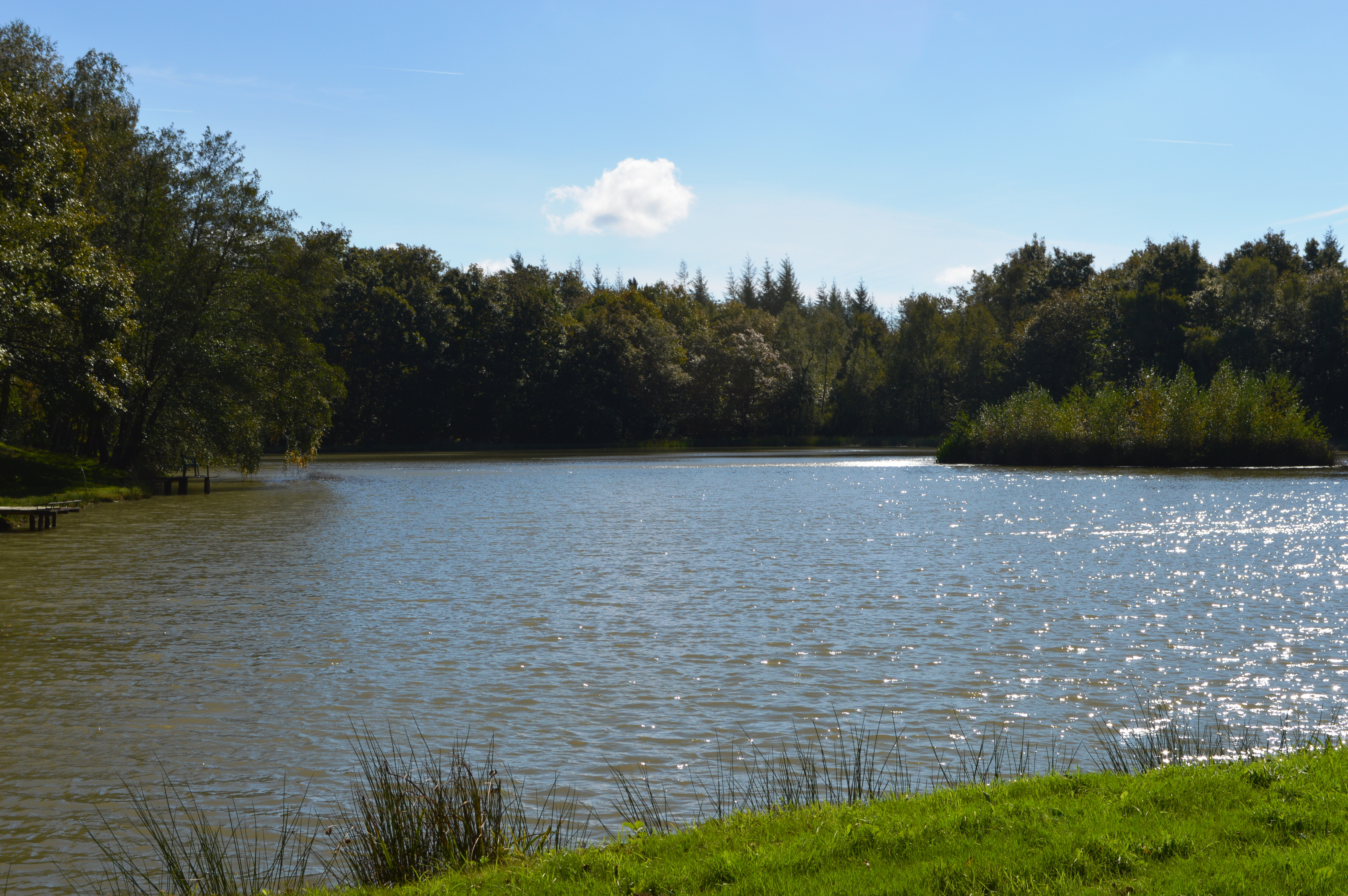
L'étang du Grand Albert.

## Vie de la commune
- Fête du pain le dernier dimanche d'août.

## Personnalités liées à la commune
- Famille de Chambaran, gentilshommes verriers d'Arzay, alliée aux grandes familles dauphinoises au XVIIe siècle.
- Famille Bouchardon